# NGC 2251
NGC 2251 (również OCL 499) – gromada otwarta znajdująca się w gwiazdozbiorze Jednorożca. Odkrył ją William Herschel 26 grudnia 1783 roku. Jest położona w odległości ok. 4,3 tys. lat świetlnych od Słońca.